# Art de la lectura
L'art de la lectura és una tècnica i activitat filològica i humanística arrelada en l'origen clàssic de la grammatiké grega i, subsegüentment, de la Retòrica llatina, aconseguint a adquirir disposició de disciplina autònoma al segle xix, sobretot en la seva especialització de "lectura en veu alta". Això tant en els àmbits acadèmic i pedagògic com a social i artístic.

## Relació amb altres disciplines
L'Art de la lectura es troba íntimament vinculat no sols amb la filologia en general, i la gramàtica, la retòrica clàssica i la Ciència de la literatura en particular, sinó també amb la declamació, les arts escèniques o el teatre i, d'altra banda, la Pedagogia i la Didàctica.

## Ernest Legouvé i Rufino Blanco
Ernest Legouvé a França i Rufino Blanco Sánchez a Espanya són els creadors fonamentals de l'"Art de la lectura" com a disciplina autònoma al segle xix. Segons la crítica, va existir a Espanya una mena d'escola o grup d'autors que va constituir la matèria, quedant establerta gairebé fins a mitjan segle xx. L'Art de la lectura, implantat també a Itàlia i Anglaterra, ho fou notablement a Espanya gràcies a la incansable labor de Rufino Blanco a les Escoles Normals o de Magisteri, com a disciplina d'extraordinàries capacitats comprehensives, àdhuc especialitzada en la teoria i les tècniques de l'exercici de la lectura en veu alta, fins a ser acadèmicament suprimit en poc temps, després de la guerra, per la posterior imposició dels corrents estructuralistes i formalistes.
Legouvé va ser traduït a l'espanyol, primer per Anchorena, que fou deixeble seu si s'atén a l'organització de la doctrina que aquest fa en la seva obra pròpia, i posteriorment per Sales y Ferré.

## Les obres espanyoles de l'Art de la lectura
- José Anchorena, Principios Generales sobre el Arte de la Lectura, Madrid, Imp. Hijos de J. M. Ducazcal, 1890.
- Rufino Blanco (1894), Arte de la Lectura, Madrid, Imp. de la Revista de Archivos, 1927, 11ª ed.
- Julio Domínguez y Francisco Serrano de la Pedrosa, La lectura como arte. Estudios preparatorios, Madrid, Manuel Minuesa de los Ríos, Impresor, 1886.
- Paulino Fernández y Fernández, Teoría del Arte de la Lectura y Escritura, Santander, Tipografía A. de Quesada, 1897.
- Ramón Giralti-Pauli, Lectura estética o arte de leer con sentido todos los géneros, Sevilla, Imp. A. Pérez y Comp., 1893.[3]